# Абрамов, Виктор Васильевич
Виктор Васильевич Абрамов (21 сентября 1940 года, Днепропетровск — 7 декабря 2021) — украинский медик.
Доктор медицинских наук (1992), профессор (1993), врач высшей категории.
Президент Днепровского медицинского института традиционной и нетрадиционной медицины, его основатель и первый ректор в 1993—2017 годах. Проректор Днепропетровской медицинской академии, с 1996 по 2012 год заведующий её кафедрой физической реабилитации, спортивной медицины и валеологии, опорной МЗ Украины.

## Биография
Окончил Днепропетровскую медицинскую академию (1970) и затем же работает там: ассистент (1970-81), доцент (1981-92), с 1992 года профессор, в 1982-87 гг. заведующий кафедрой физического воспитания и здоровья, с 1995 года — заведующий кафедрой валеологии, народной и нетрадиционной медицины, а с 1996 по 2012 год — кафедрой физической реабилитации, спортивной медицины и валеологии, являющейся опорной МЗ Украины по физической реабилитации (ЛФК) и спортивной медицине среди медицинских вузов Украины, ныне её профессор, а также проректор Днепропетровской медицинской академии и заместитель председателя её учёного совета по защите диссертаций.
Академик Академии наук Высшей школы Украины.
С 1997 года также возглавлял Днепропетровскую областную федерацию спортивной медицины.
Член редколлегий журналов «Медичні перспективи» и «Дерматовенерологія. Косметологія. Сексопатологія».
Направления научных исследований: спортивная медицины, кардиология, эндокринология, нетрадиционная медицина, апитерапия, валеология.
Причисляется к научной школе кардиологов-ревматологов академика АМН Украины Г. В. Дзяка.
В студенческие годы занимался спортом и был чемпионом двух Спартакиад медицинских вузов УССР, областных и городских соревнований в беге на 400 м с барьерами (лёгкая атлетика). Кандидат в мастера спорта по лёгкой атлетике.
Отмечен нагрудным знаком МОН Украины «Отличник образования», почётными грамотами министерств Украины.
Автор 261 публикации.

## Публикации
- Фізична реабілітація, спортивна медицина : нац. підруч. для студ. вищ. мед. навч. закладів IV рівня акредитації / В. В. Абрамов [и др.]; ред.: В. В. Абрамов, О. Л. Смирнова ; МОЗ України. — Дніпропетровськ : Журфонд, 2014. — 455 с.